# Pic à ventre fauve
Dendrocopos hyperythrus
Espèce
Statut de conservation UICN

 LC  : Préoccupation mineure
Synonymes
- Hypopicus hyperythrus

Le Pic à ventre fauve (Dendrocopos hyperythrus) est une espèce d'oiseau de la famille des Picidae.

## Répartition
Son aire s'étend à travers l'Himalaya, le nord de l'Indochine, le centre de la Chine et la Manchourie.

## Liste des sous-espèces
- Dendrocopos hyperythrus marshalli (Hartert, 1912) — nord-est du Pakistan et Cachemire ;
- Dendrocopos hyperythrus hyperythrus (Vigors, 1831) — Himalaya, centre-sud de la Chine et nord de l'Indochine ;
- Dendrocopos hyperythrus subrufinus (Cabanis & Heine, 1863) — Manchourie ;
- Dendrocopos hyperythrus annamensis (Kloss, 1925) — sud du Viêt Nam.